# Nikola Jurčević
Nikola „Jura“ Jurčević (* 14. September 1966 in Zagreb) ist ein ehemaliger kroatischer Fußballspieler und aktueller -trainer.

## Spielerkarriere
Jurčević startete seine Karriere bei Dinamo Zagreb und spielte dort gemeinsam mit seinen Intimfreunden Robert Prosinečki und Zvonko Boban, die später Karriere bei AC Mailand und Real Madrid machten. Neben seinen beiden Mannschaftskollegen galt Jurčević damals als das größte Talent bei Dinamo und als eine der größten Hoffnungen des jugoslawischen Fußballs. Nach einem Konflikt mit Dinamos Nachwuchstrainer Beljin wechselte Jura als 18-Jähriger zu Royal Antwerpen. Nach einem mäßig erfolgreichen Jahr in Belgien kehrte der Kroate in seine Heimat zurück und spielte fortan für den Stadtrivalen FC Zagreb.
Im Sommer 1991 wechselte Jurčević zu seiner zweiten Auslandsstation und unterschrieb beim österreichischen Bundesligisten SV Austria Salzburg. In Salzburg wurde der gelernte Stürmer auf Grund seiner Abschluss- und Assiststärke bald als der Wirbelwind vom Balkan gefeiert. Er wurde mit Salzburg in den Jahren 1994 und 1995 österreichischer Meister und holte sich 1994 mit 14 Saisontoren gemeinsam mit seinem Vereinskollegen Heimo Pfeifenberger den Titel des österreichischen Torschützenkönigs. Seinen größten Erfolg feierte „Jura“, wie er von Salzburgs Fans genannt wurde, mit dem Erreichen des UEFA-Cup-Finales mit den Salzburgern in der Saison 1993/94, das nur knapp gegen Inter Mailand verloren ging. Ein weiterer Erfolg war in der Folgesaison der Einzug in die UEFA Champions League.
Nach seinem erfolgreichen Gastspiel in Österreich wechselte er für zwei Jahre zum SC Freiburg in die deutsche Bundesliga. Dort kam er auf 45 Einsätze und erzielte dabei 5 Tore für die Breisgauer. Nach dem Aufenthalt in Deutschland ging er für ein Jahr wieder nach Salzburg.
Jura nahm mit der kroatischen Fußballnationalmannschaft an der Europameisterschaft 1996 in England teil, bei der er drei Spiele absolvierte und eine gelbe Karte bekam. Insgesamt bestritt er in seiner Karriere 19 Länderspiele, in denen er zwei Tore schoss.

## Trainerkarriere
Jurčević begann seine Trainerkarriere im Jahr 2003 bei seinem Stammverein Dinamo Zagreb. Nach einer mäßig erfolgreichen Premiere als Trainer Dinamos, trat er 2005 schließlich seine zweite Trainerstation bei seinem ehemaligen Verein SV Austria Salzburg an. Nach der Übernahme des Vereins durch Red Bull wurde Jura bereits nach zwei Spielen von Manfred Linzmaier als Trainer abgelöst. Ab August 2005 trainierte er den kroatischen Erstligisten NK Slaven Belupo Koprivnica; das Engagement endete bereits im darauffolgenden Jahr. Von 2006 bis 2017 war Jurčević Assistent des ehemaligen kroatischen Nationaltrainers Slaven Bilić und begleitete diesen von der kroatischen Nationalmannschaft (2006–2012; an der Seite von Bilić und Aljoša Asanović), über Lokomotive Moskau (2012–2013; an der Seite von Bilić und Asanović) und Beşiktaş Istanbul (2013–2015) bis hin zu West Ham United (2015–2017). Zwischen März und Mai 2018 war er Cheftrainer bei Dinamo Zagreb und bekam ebenfalls im Mai 2018 die Möglichkeit die Fußballnationalmannschaft Aserbaidschans zu trainieren. Nach dem schwachen Abschneiden Aserbaidschans während der Qualifikation zur Europameisterschaft 2021 wurde Jurčević am 13. Dezember 2019 aus seinem Nationaltraineramt entlassen.